# German Anatoljewitsch Andrejew
German Anatoljewitsch Andrejew (russisch Ге́рман Анато́льевич Андре́ев, oft auch Hermann Andreev; * 28. Januar 1966 in Murmansk) ist ein russischer Fußballtrainer und ehemaliger Fußballspieler.

## Karriere
Andrejew spielte in seiner aktiven Zeit für Spartak Moskau, Wolgar Astrachan, SKA Rostow, Wolga Twer, Rotor Wolgograd, Kuban Krasnodar, Metallurg Lipezk, Tekstilschtschik Kamyschin, al-Masry, Presnja Moskau, Constructorul Chișinău, Swesda-Rus Gorodischtsche und schließlich von 1994 bis 1999 beim SV Babelsberg 03.
1999 übernahm Andrejew das Traineramt beim SV Babelsberg. Unter ihm qualifizierten sich die Potsdamer in der Saison 1999/2000 für die neu eingeführte zweigleisige Regionalliga und gewannen den Brandenburgischen Landespokal. In der folgenden Regionalligasaison belegte er mit Babelsberg den zweiten Tabellenplatz und schaffte somit den Aufstieg in die 2. Bundesliga. In den ersten vier Spielen der Zweitligasaison (2001/02) gewann Babelsberg dreimal, danach nur noch ein Spiel und rutschte somit in der Tabelle ab. Zur Winterpause wurde Andrejew beurlaubt, verblieb jedoch auf der Gehaltsliste. Babelsberg stieg zum Saisonende ab und kämpfte in der Folgesaison 2002/03 auch in der Regionalliga gegen den Abstieg. Andrejew übernahm zum Saisonende wieder das Traineramt, konnte den Abstieg aus der Regionalliga jedoch nicht verhindern.
Andrejew verließ Babelsberg und trainierte im Anschluss den VfB Leipzig bis zu dessen Insolvenz 2004. Im März 2004 übernahm er dann den Halleschen FC in der Südstaffel der Oberliga Nordost (Spielklasse 4). Im November des Jahres wurde er dort entlassen.
Zur Saison 2005/06 ging Andrejew zum SV Yesilyurt in die Nordstaffel der Oberliga Nordost. Bereits nach dem zwölften Spieltag und vier Niederlagen in Folge trat er von seinem Amt zurück.
Zur Saison 2007/08 übernahm Andrejew den Trainerposten beim Oberligisten VFC Plauen. Hinter dem Halleschen FC und dem Chemnitzer FC beendete Plauen die Saison auf dem dritten Platz und erreichte somit den Aufstieg in die ab der Saison viertklassige Regionalliga. In dieser Regionalligasaison 2008/09 konnte Andrejew mit seiner Mannschaft am letzten Spieltag die Klasse halten. Daraufhin wurde sein Vertrag um zwei Jahre verlängert. Das erreichte Sachsenpokal-Finale wurde mit 1:2 nach Verlängerung gegen die 2. Mannschaft von Dynamo Dresden verloren. Im Oktober 2009 wurde Andrejew, nachdem die Mannschaft auf den vorletzten Tabellenplatz abgerutscht war, in Plauen entlassen.
Im August 2010 übernahm Andrejew die sportliche Leitung des Nachwuchszentrums beim 1. FC Union Berlin. Nach sieben Jahren zog er sich im Oktober 2017 auf eigenen Wunsch von diesem Posten zurück, um sich wieder dem Mannschaftstraining zu widmen.